# 埃姆特曼斯贝格
埃姆特曼斯贝格是德国巴伐利亚州的一个市镇。总面积22.33平方公里，总人口1098人，其中男性532人，女性566人（2011年12月31日），人口密度49人/平方公里。